# Сказка (фильм)
«Сказка» — экспериментальный художественный историко-фантастический фильм 2022 года российского режиссёра Александра Сокурова. Был высоко оценён критиками, в России его запретили без объяснения причин.

## Сюжет
Действие фильма происходит после Второй мировой войны в загробном мире, где находятся лидеры государств-участников: Сталин, Черчилль, Гитлер и Муссолини. Они собираются у врат, неизменно остающихся закрытыми. Каждый персонаж существует в несколько версиях, в зависимости от возраста и исторических событий. Герои ведут разговоры о коммунизме, атеизме, имперских амбициях, массовых репрессиях, вспоминают давние события. Черчилль говорит о выпивке, Муссолини вспоминает, как занимался в той же австрийской библиотеке, что и Ленин. Гитлер сетует, что не женился на племяннице Вагнера, не сжёг Лондон и Париж. Посмеиваясь над «ряженым генералиссимусом», он спрашивает Сталина: «Почему мы вовремя не поделили мир?». Тот отвечает: «Мне нужен весь мир, а не половина». Каждый говорит на своём языке — немецком, английском, итальянском, Сталин — на грузинском.
Герои находят райскую карусель, которая выглядит, как мельница. Наполеон вручает Гитлеру бомбу, тот взрывает карусель. Черчилль снова подходит к вратам, и они открываются. Голос оттуда говорит, что остальные понадобятся «внизу». Вожди взбираются на трибуну Сталина, чтобы поучаствовать в митинге перед неисчислимой толпой мертвецов.

## В ролях
- Игорь Громов — Высшая сила (голос)
- Вахтанг Кучава — Сталин (голос)
- Лотар Деег и Тим Эттельт — Гитлер (голос)
- Фабио Мастранджело — Муссолини (голос)
- Александр Сагабаши и Майкл Гиббсон — Черчилль (голос)
- Паскаль Сливански — Наполеон (голос)

## Создание и релиз
Александр Сокуров провёл съёмки «Сказки» в 2021 году. Известно, что в них не участвовал ни один российский актёр, не привлекались деньги из российского государственного бюджета. Образы Сталина, Черчилля, Гитлера и Муссолини были созданы на основе кадров кинохроники с использованием технических средств анимации. Работа над картиной закончилась весной 2022 года. Режиссёр добивался премьеры на Каннском кинофестивале 2022 года несмотря на запрет участия российских картин в международных фестивалях, связанный с войной на Украине, но показ картины отменили в последний момент. От показа на Венецианском фестивале Сокуров отказался сам. В итоге премьера состоялась 6 августа 2022 года на 75-м кинофестивале в Локарно, в рамках основной конкурсной программы.
На пресс-конференции в Локарно Сокуров рассказал, что «Сказка» может стать его последним фильмом: «Жизнь не бесконечна, и силы не бесконечны, — объяснил он. — Наша страна переживает сложнейший период. Не исключено, что такие режиссёры, как я, не смогут дальше работать». Режиссёр охарактеризовал «Сказку» как «серьёзное произведение, очень содержательное и очень важное для нашего времени». Он настаивает на уникальности этой ленты: «Не представляйте ничего, — сказал он в одном из интервью, — вы даже не можете себе представить, что вам предстоит увидеть, если вам предстоит это увидеть. Уверен, что вы этого явно не ожидаете».
8 октября 2022 года «Сказку» показали на 27-м международном кинофестивале в Пусане в Южной Корее. Позже фильм вошёл в программу 35-го международного кинофестиваля в Токио, проводившегося с 24 октября по 2 ноября 2022 года. Он был представлен в рамках программы «Гала-коллекция» для картин, отмеченных на мировых кинофестивалях. В конце 2022 года «Сказка» вышла в европейский прокат. 
Министерство культуры РФ 13 октября 2023 года запретило показ фильма на закрытии фестиваля «КАРО.Арт #2» 15 октября. Фильму было отказано в выдаче прокатного удостоверения, причём конкретная причина для этого не была указана — была лишь приведена ссылка на подпункт «ж» пункта 18 правил выдачи, отказа в выдаче и отзыва прокатного удостоверения: «в иных определённых федеральными законами случаях». Сокуров в связи с этим сообщил, что ожидает негласного запрета на показ всех его кинематографических работ, созданных ранее, и заявил: «Я не просто протестую против цензуры — я заявляю протест против нарушения моего конституционного права свободного общения моих произведений с соотечественниками». 19 ноября в Москве состоялся закрытый показ и обсуждение фильма с участием кинокритиков и Александра Сокурова. Фильм и запись дискуссии были опубликованы на YouTube 3 декабря 2023 года.

## Оценки
Фильм получил восторженные отзывы в российской прессе; по данным агрегатора «Критиканство», все опубликованные рецензии были положительными. О фильме писали: «Это игра воображения большого русского мыслителя» (Лента.ру), «Это не мы смотрим на экран, а экран смотрит на нас» («Сеанс»), «Фантасмагорическое зрелище: оно ни на что не похоже и не вписывается ни в какие каноны» («Коммерсантъ»). Издания «Афиша» и «Сноб» включили «Сказку» в свои списки лучших российских фильмов 2023 года. «Сказка» получила российскую премию «Белый слон» в номинации «Лучший игровой фильм».
В зарубежной прессе фильм тоже оценили положительно. По данным агрегатора Rotten Tomatoes, из восьми опубликованных обзоров только один не был положительным, а средняя оценка составила 7 из 10.